# 朗森火焰喷射器

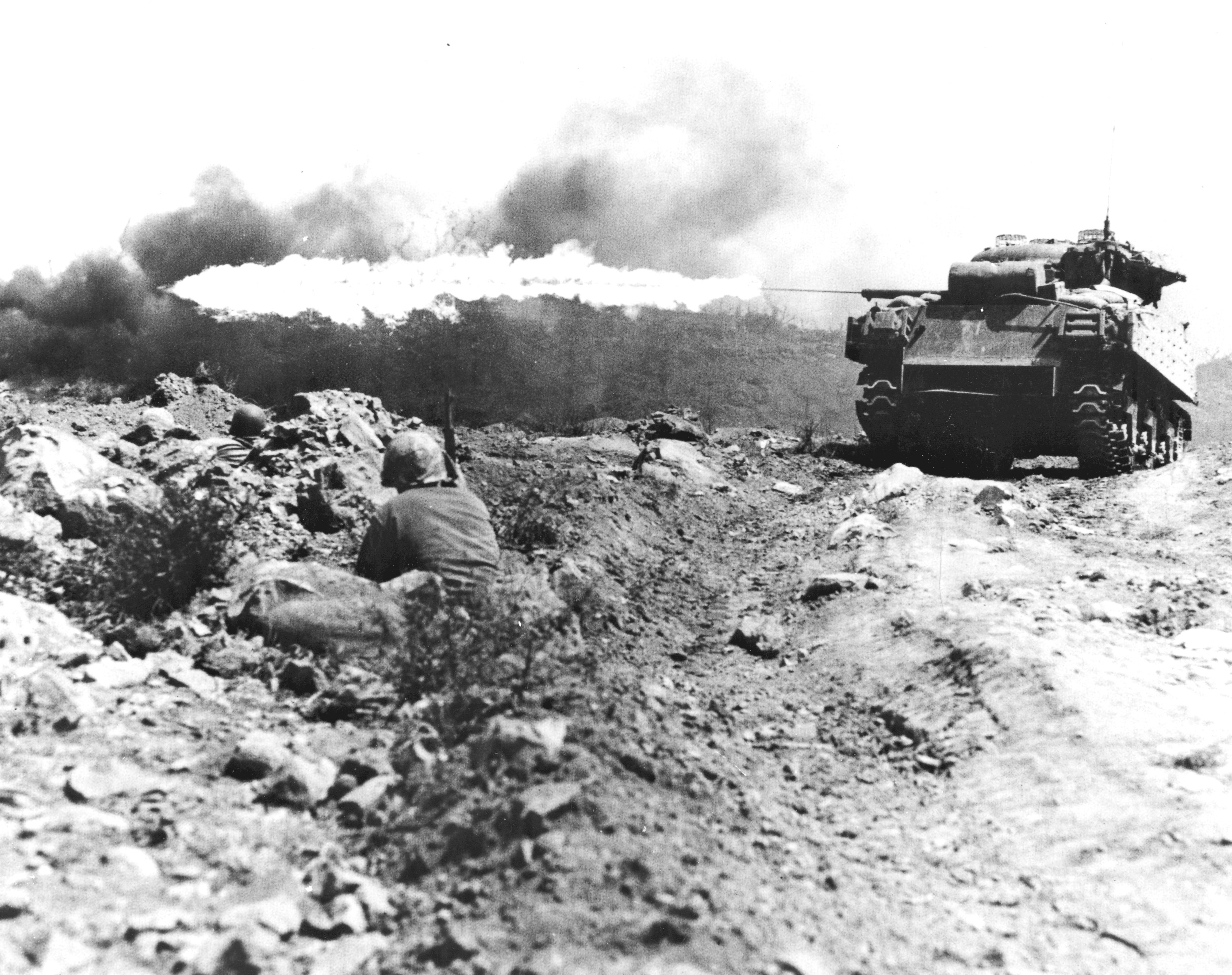
裝載朗森火焰喷射器的坦克

朗森火焰喷射器是同盟國在第二次世界大战期间研发的装载在机械化载具上的火焰喷射器，加拿大陸軍和美国海军陆战队都曾使用过该武器。
1940年，英国石油作战处开发出了朗森火焰喷射器。由于射程不足，英军没有采用该武器，加拿大军方开始继续对其进行研发。该武器吸引了美方的注意。
美海军陆战队第5两栖军先下了第一份订单：20具火焰喷射器，之后又下了一单：10具。位於夏威夷领地的斯科菲爾德營的美國陸軍化學兵部隊接收这些武器，並裝載在24辆M3斯圖亞特坦克上，並投入塞班島戰役。